# Christof Geiß
Christof Geiß, também Geiss ou Geiß Hahn, é um matemático alemão.
Geiß estudou matemática na Universidade de Bayreuth, onde obteve o diploma em 1990 (Darstellungsendliche Algebren und multiplikative Basen), com um doutorado em 1993, orientado por Wolfgang Erich Müller (Tame distribute algebras and related topics). Pesquisou e lecionou na Universidad Nacional Autónoma de México.
Geiß é palestrante convidado do Congresso Internacional de Matemáticos no Rio de Janeiro (2018: Quivers with relations for symmetrizable Cartan matrices and algebraic Lie Theory).

## Obras
- com Bernard Leclerc, Jan Schröer: Rigid modules over preprojective algebras, Inventiones mathematicae, Volume 165, 2006, p. 589–632, Arxiv
- com B. Leclerc, J. Schröer: Kac–Moody groups and cluster algebras, Advances in Mathematics, Volume 228, 2011, p. 329–433, Arxiv
- com B. Leclerc, J. Schröer: Semicanonical bases and preprojective algebras, Annales Scientifiques de l’Ecole Normale Supérieure, Volume 38, 2005, p. 193–253, Arxiv, Teil 2, Arxiv
- com B. Leclerc, J. Schröer: Cluster algebra structures and semicanonical bases for unipotent groups, Arxiv 2007
- com Leclerc, Schröer: Cluster algebras in algebraic Lie theory, Transformation Groups, Volume 18, 2013, p. 149–178,  Arxiv